# Hadena flavescens
Hadena flavescens là một loài bướm đêm trong họ Noctuidae.